# Compressieverhouding

tussen de onderste- en bovenste positie van de zuiger ligt het slagvolume

De compressieverhouding (CV) van een verbrandingsmotor is de vaste verhouding tussen het slagvolume + de inhoud van de verbrandingskamer enerzijds en het volume van alleen de verbrandingskamer anderzijds.
Eenvoudiger gezegd: het grootst mogelijke volume boven de zuiger / het kleinst mogelijke volume boven de zuiger.
De compressieverhouding kan gebruikt worden voor het voorspellen van de prestaties van een verbrandingsmotor. Hoe hoger de compressie des te meer energie kan de motor voor de omzetting naar beweging aan het brandstof/lucht mengsel onttrekken. De compressieverhouding is de bepalende factor voor het rendement van de Ottokringloop. Motoren met een hoge compressieverhouding zijn echter gevoeliger voor 'pingelen' (vroegtijdige ontsteking van de brandstof).
De verhouding wordt berekend met de volgende formule:
{\displaystyle {\mbox{CV}}={\frac {{\tfrac {\pi }{4}}b^{2}s+V_{c}}{V_{c}}}}, waar
{\displaystyle b} = boring (cilinderdiameter)
{\displaystyle s} = slaglengte van de krukas
{\displaystyle V_{c}} = volume van de verbrandingskamer (inclusief koppakking). Dit is het volume van de ruimte waarin de brandstof en de lucht vóór ontsteking is samengeperst. Omdat deze ruimte een ingewikkelde vorm heeft wordt dit volume direct gemeten in plaats van berekend.

## Compressieverhoudingen per motortype
- Vanwege het pingelgevaar is de compressieverhouding van benzinemotoren meestal niet hoger dan 10:1, alhoewel er opgevoerde motoren zijn gebouwd met een hogere compressieverhouding, die alleen goed lopen op benzine met een hoog octaangetal.
- Bij motoren die uitsluitend op lpg lopen kan de compressieverhouding veel hoger zijn, omdat het octaangetal van lpg hoger is.
- Racemotoren die op methanol en ethanol lopen, hebben vaak een hogere compressieverhouding dan 15:1.
- Bij motoren met motormanagement en een klopsensor kan de compressieverhouding hoger zijn, door vervroegen of vertragen van het ontstekingstijdstip wordt voorkomen dat er pingelen optreedt.
- Bij een motor met een turbolader of supercharger is de compressieverhouding 8,5:1 of lager.
- Bij een zelfontbrandingsmotor zoals een dieselmotor is de compressieverhouding gewoonlijk meer dan 14:1 en zelfs 22:1 is niet ongewoon.